# Full Metal Jacket
Full Metal Jacket (Bojevi metak) ratna je drama  Stanleyja Kubricka iz 1987. temeljena na romanu  Gustava Hasforda, The Short-Timers. Naslov se odnosi na vrstu metka koje koriste strijelci iz pješaštva Film prikazuje grupu američkih marinaca koji vode urbane bitke u  Vijetnamskom ratu. Egzistencijalna konfuzija i tjeskoba počinje kampu za obučavanje, s krvavim ishodom prije odlaska u Vijetnam.

## Radnja
Protagonist filma je J.T. Davis, zvan "Joker" (Matthew Modine), član voda 3092, koji počinje obuku za marince na Paris Islandu, Južna Karolina.
Brutalni instruktor, narednik Hartman (R. Lee Ermey, koji je i u pravom životu bio instruktor za obuku), počinje oštru indoktrinaciju novaka marinaca. Vijetnamski rat je u punom zamahu, a njegov posao je stvoriti istrenirane ubojice koji neće oklijevati kad stigne trenutak odluke. Prvi dio filma govori o fizičkom i psihološkom zlostavljanju novaka Leonarda Lawrencea (Vincent D'Onofrio), kojem instruktor daje nadimak "Gomer Pyle".
Pyle se otpočetka smatra nedoraslim zadatku. Društveno je neprijatan, predebeo i izvan forme. Ima problema s fizičkim zahtjevima obuke te često ne slijedi naredbe i procedure. Nije jasno je li to zbog toga što mu nije stalo, zbog tjeskobe ili neinteligencije. Čini se da njegovi nedostaci osobno vrijeđaju Hartmana koji ga kažnjava kako bi dao primjer ostalima. Hartman na kraju zaduži Jokera kao njegova mentora, nadajući se da će on srediti Pylea. Tijekom inspekcije, Hartman otkriva nedopušteni uštipak u Pyleovu sanduku te odlučuje kazniti cijeli vod. Nakon nekoliko kolektivnih kazni, vod iskaljuje bijes na Pyleu izdudarajući ga sapunima zamotanim u ručnike tijekom noći u krevetu, a u isto vrijeme ostvaruju timsku koheziju. Iako se Joker nevoljko pridružuje, očito je da je dirnut Pyleovim jecajima.
Sljedećeg jutra, Jokeru postaje jasno da je Pyle mrzovoljan i odbačen. Počinje se odvajati od voda, kao i iz stvarnosti. Njegova streljačka vještina impresionira Hartmana, ali zabrine Jokera, jer Pyle se obraća svojoj puški "Charlene". Pri kraju obuke, cijeli vod je pridružen pješadiji. Zadnju noć na Paris Islandu, Joker je zadužen za stražu, tijekom čega otkriva Pylea u zahodu kako stavlja prave metke u svoj M14 koji naziva "Charlene", otkad je Hartman naredio da svoja oružja nazovu prema svojim curama. Uplašen, Joker pokuša smiriti Pylea i primijeti da je postao izluđen; ne uspijeva, a Pyleova glasna streljačka zakletva privuče Hartmana. On naređuje Pyleu da odloži pušku i odmakne se od nje; pogrešno protumačivši naredbu, Pyle ubija Hartmana; zatim ubija sebe dok ga Joker gleda.
Drugi dio priče odvija se u Vijetnamu, 1968.; Joker je podčasnik koji pazi na red i dopisnik lista Stars and Stripes zadužen za odnose s javnošću marinaca, dok se njegov partner, ratni fotograf zvan Rafterman, spetlja s vijetnamskom prostitutkom. Nakon što Vijetkongovci napadaju bazu marinaca, Joker prvi put iskušava bitku. Joker je sljedećeg dana poslan na prvu liniju zbog ironičnog smisla za humor, a Rafterman polazi s njim nadajući se da će "štogod uslikati".
Joker se povezuje s "Kaubojem", svojim prijateljem iz baze za obuku, koji je zamjenik zapovjednika voda poznatog kao postrojba Lusthog, te im se pridružuje na ophodnji kroz grad Hue. Počinje žestoka bitka te pogiba zapovjednik Kaubojeva voda, nakon čega zapovijedanje preuzima marinac poznat po nadimku Ludi Earl. Earl predvodi Lusthog postrojbu kroz uništeni dio grada. Jedna od najistaknutijih sekvenci u filmu je ona u kojoj cijeli vod pojedinačno ispituje televizijska ekipa, a oni izražavaju svoje misli o ratu.
Postrojba ponovno odlazi u ophodnju, ovaj put sjeverno od rijeke Perfume (koja dijeli grad Hue), gdje se, vjeruje se, skrivaju neprijateljske snage. Ludi Earl nailazi na nadjevenu životinju i podiže je. Igračka je zamka koja eksplodira i ubija Earla, nakon čega Kauboj postaje zapovjednik postrojbe. Postrojba ubrzo ostaje izgubljena u razrušenom gradu, a snajper ranjava dvojicu vojnika, Doca Jaya i Eightballa, uz mogućnost da bude još ozlijeđenih. Kako postrojba odlazi potražiti snajperista, i Kauboj biva pogođen više puta. Uz marince oko sebe, Kauboj umire u Jokerovim rukama. Koristeći dim da prikriju svoja kretanja, postrojba opkoljava snajperista, a Animal Mother preuzima zapovjedništvo nad preostalim marincima. Dok se raširuju oko razrušene zgrade, Joker pronalazi snajperista, tj. snajperisticu. U ključnom trenutku mu se puška zaglavi, a mlada Vijetnamka počne pucati, prikovavši Jokera iza stupa što ga onemogućava da pobjegne ili uzvrati. Stiže Rafterman i pogađa snajperisticu, spasivši Jokera. Dok se Joker, Rafterman, Animal Mother i ostatak marinaca okupljaju oko djevojke, ona se počinje moliti, a zatim zamoli marince da je ubiju. Joker i Animal Mother počnu se svađati treba li je ostaviti da pati i umre polako. Na kraju, dopušta ubojstvo iz milosti, ali samo ako to učini Joker, koji je dokrajči nakon duge pauze.
Film završava s marincima koji ironično izvode pjesmu Mickey Mouse Club marširajući u noć.

## Glumci i uloge
- Matthew Modine kao Vojnik/dočasnik James T. "Joker" Davis, protagonist-pripovjedač koji tvrdi da se pridružio marincima kako vidio borbu i da bude prvi u svojoj ulici koji je ubio nekoga. Svjedoči Pyleovu ludilu koje se manifestira u kampu za obuku, ali tobože postaje otuđen od marinaca. Poslije postaje slobodoumni ratni dopisnik koji se pridružuje postrojbi Lusthog kako bi izvještavao o borbi s terena.
- Adam Baldwin kao "Animal Mother".  Nihilistički strojničar postrojbe Lusthog, Animal Mother prezire svaki autoritet osim svojeg, a služi se zastrašivanjem. Prvo prezire i omalovažava Jokera. Animal Mother vjeruje kako bi pobjeda trebala biti jedini cilj rata. U knjizi The Short Timers, on je Njujorčanin koji je otišao u rat umjesto u zatvor.
- Dorian Harewood kao "Eightball". Crnac iz Lusthog postrojbe, neosjetljiv na svoje podrijetlo ("Put a nigger behind the trigger") i prijatelj Animal Mothera. Ubija ga snajperistica.
- Kevyn Major Howard kao "Rafterman". Ratni fotograf za Stars and Stripes. Traži dopuštenje da se pridruži Jokeru u Hue Cityju.
- Arliss Howard kao  teksaški Vojnik/Narednik "Kauboj" Evans koji prolazi kroz trening-kamp s Jokerom. Postaje strijelac, a poslije nalijeće na Jokera u Vijetnamu, kad je već postao zapovjednik postrojbe. Umire od rane prsnog koša na Jokerovimn rukama.
- Ed O'Ross kao Poručnik Walter J. "Polaganje" Schinowski. Zapovjednik voda u kojem se nalazi i postrojba Lusthog. Na Sveučilištu Notre Dame, Indiana, je igrao američki nogomet.
- John Terry kao Poručnik Lockhart. Jokerov urednik. Ima iskustva u ratnom izvještavanju, ali koristi svoj časnički rang kako bi izbjegao povratak u opasnost, računajući kako će ga novinarske dužnosti držati podalje od opasnosti ("In the rear with the gear").
- Kieron Jecchinis kao "Ludi Earl". Zapovjednik postrojbe koji preuzima vodstvo nakon smrti zapovjednika voda, poručnika Touchdowna. Ubija ga bomba skrivena u igrački.
- John Stafford kao Doc Jay. Mornarički medicinar dodijeljen Lusthog postrojbi; ubija ga snajperistica dok je pokušavao izvući Eightballa.
- Kirk Taylor kao Payback. Dopisnik veteran iz marinskog dopisništva koji se hvali kako je bio u borbi, rekavši Jokeru i Raftermanu kako je psihički "izgorio".
- Bruce Boa kao The Pogue Colonel. Pukovnik koji dovodi Jokera na rub masovne grobnice s civilima, prigovarajući mu što nosi simbol mira. Sugerira Jokeru da mora biti više entuzijastičan u vezi pobjede u ratu ili će ga poslati na vojni sud. "Pogue" u vojnom slengu znači uvredu za vojnike i marince koji se ne nalaze u borbi.
- Sal Lopez kao T.H.E. Rock: Meksički marinac.
- Marcus D'Amico kao Ručni rad: nadimak je dobio jer je masturbirao u psihijatrijskom uredu kako bi ga otpustili iz vojske. Ubija ga strojnica malo poslije smrti poručnika g. Polaganja.

- Vincent D'Onofrio kao Leonard "Gomer Pyle" Lawrence: Debeli, nezgrapni, zaostali novak koji dolazi u fokus Hartmanova zlostavljanja zato što je nesposoban i debeo. Nakon što su ga ostali članovi voda izudarali zato što gotovo ni u čemu nije uspio i zaradio kolektivne kazne, postaje psihotičan i počinje razgovarati s puškom, "Charlene", ali isto tako postaje najdiscipliraniji marinac. U knjizi The Short Timers, Leonard Pratt je mršavi, nespretni dečko iz  Alabame koji ubija Gerheima, zatim sebe, ispred svih u brakama. U Full Metal Jacketu, ubija Hartmana u zahodu, a tada sebe ispred Jokera. Uvredljivi nadimak, Gomer Pyle, potječe od simpatičnog, ali priglupog lika iz američke serije Andy Griffith Show koji se na kraju prijavljuje u marince.
- R. Lee Ermey kao Narednik Hartman: stereotipni vođa obuke s Paris Islanda koji zlostavlja svoje regrute kako bi ih pretvorio u marince. U The Short Timers, ime lika je "Gerheim"; on je veteran  Drugog svjetskog rata s Iwo Jime.
- Peter Edmund kao Vojnik "Snowball" Brown: Novak crnac kojem je nadimak dao Hartman, a kratko je bio zapovjednik Jokerove postrojbe.
- Gary Landon Mills kao Vojnik Donion: Crni radijsko-telefonski operater.
- Stanley Kubrick kao Murphy: topnički časnik koji pruža potporu Kaubojevoj postrojbi. Lik Murphyja se ne može vidjeti.
- Tom Colceri kao The Doorgunner, stručnjak za prijevoz tereta i mitraljezac u helikopteru koji prevozi Jokera i Raftermana na neprijateljsku frontu. U letu, puca po civilima, dok oduševljeno ponavlja Evo vam!, hvaleći se "157 žutih ubijeno". Nakon što ga je Joker upitao uključuje li to žene i djecu, priznaje i našali se, "Zar rat nije pakao?!". Ova scena je adaptirana je iz knjige Michaela Herra iz 1977., Dispatches.
- Papillon Soo Soo kao Kurva iz Da Nanga: Prostituira se dok joj je svodnik narednik marinaca. Iako manji lik, poznata je po frazama: Ja tako uspaljena i Ja te dugo voliti, u zamjenu za 15 dolara, od svakog marinca, naravno.
- Ngoc Le kao Snajperistica

## Kritike
Film je zaradio najviše kritika na račun lokacija na kojima je film sniman; mnogi kritičari su smatrali kako su engleske lokacije bile neadekvatne za film. Roger Ebert napisao je 1987.:
"Film se dijeli u nekoliko autonomnih dijelova, od kojih nijedan nije baš zadovoljavajući. Scena u press sobi, na primjer, s lekcijom iz propagande, se čini kao da reflektira nešto od istog duha  Dr. Strangelovea. Ali kako je povezana s neobičnom scenom s vijetnamskom prostitutkom - scenom s čvrstim početkom, ali bez sredine i kraja? I, kako ijedna vodi do konačnog obračuna sa snajperisticom?"

## Zanimljivosti
- Vivian Kubrick, redateljeva kćer, pojavljuje se kao novinarka kamerman kod masovne grobnice; osim toga, skladala je neke glazbene brojeve za film.
- Vincent D'Onofrio se zdebljao tridesetak kilograma za ulogu vojnika Pylea.
- Bivši američki instruktor obuke R. Lee Ermey originalno je angažiran kao trener glumca Tima Colcerija. Nakon što je Kubricku prikazao kazetu sa sobom u ulozi trenera, ovaj mu je dao ulogu i dopustio mu da improvizira dijalog, što je umjetnički raritet u Kubrickovim filmovima.
- Film je sniman u  Engleskoj, u vojnoj bazi Bassingbourn Barracks, Cambridgeshire i Bectonu, u Newhamu, Istočni London.
- Kako bi prikazali Pyleovo samoubojstvo, ekipa za specijalne efekte je htjela zapaliti petardu ispod glumčeve majice, ali kako je rana trebala biti na glavi, ideja je odbačena. Tada je na njegovu glavu pričvršćena metalna pločica, a onda petarda na pločicu, što je također propalo nakon nekoliko pokušaja. Tada je Matthew Modine predložio Kubricku da pogleda film Živjeti i umrijeti u Los Angelesu, gdje je policajac upucan u lice iz neposredne blizine. Kubrick je proučio scenu i razmišljao kako postići efekt rane: kad se Pyle puškom upuca u usta, lažna krv i ostaci lubanje se rasprskavaju po kameri.
- Na vrhuncu filma, kad se snajperistica okreće kako bi upucala Jokera, njegov kratki pogled na nju kako se okreće da ga upuca snimljen je modificiranom kamerom, čija je blenda bila asinkrona.
- Vijetnam je zabranio Full Metal Jacket zbog negativnog prikaza Vijetnamaca.

## Vanjske poveznice
- Full Metal Jacket u internetskoj bazi filmova IMDb-a
- Full Metal Jacket na Rotten Tomatoes
- The Short-Timers Gustava Hasforda - original tekst
- "Long Distance in Full Metal Jacket" esej J. S. Bernsteina